# Clanis stenosema
Clanis stenosema är en fjärilsart som beskrevs av Rothschild och Jordan 1907. Clanis stenosema ingår i släktet Clanis och familjen svärmare. Inga underarter finns listade i Catalogue of Life.